# T'way Air
T'way Air Co., Ltd. (coreano: 티웨이항공; RR: Ti-wei Hanggong), precedentemente Hansung Airlines, è una compagnia aerea a basso costo sudcoreana con sede a Seongsu-dong, Seongdong-gu, Seul. Nel 2018 è stato il terzo vettore low cost coreano nel mercato internazionale, ha trasportato 2,9 milioni di passeggeri nazionali e 4,2 milioni di passeggeri internazionali. Il suo traffico internazionale è quadruplicato negli ultimi tre anni, mentre il traffico interno è cresciuto solo del 12%.

## Storia
T'way Air è nata come Hansung Airlines (한성항공), ed ha iniziato a volare tra il 2005 e il 2008; dopodiché, la compagnia si è riorganizzata e ha subito un processo di rebranding nel 2010. La 't' in t'way sta per "together, today and tomorrow" ("insieme, oggi e domani").
La compagnia aerea è stata fondata l'8 agosto 2010 e ha iniziato a operare con due Boeing 737-800. Il mese successivo ha ottenuto il suo certificato di operatore aereo (COA) a consentire voli nazionali e ha iniziato le operazioni con i servizi tra l'aeroporto Internazionale di Gimpo e l'aeroporto Internazionale di Jeju. L'anno successivo le è stato assegnato un COA per le operazioni internazionali e in ottobre ha lanciato il primo servizio diretto a Bangkok. Nel 2013 ha realizzato per la prima volta un profitto. Nel novembre dello stesso anno sono stati lanciati i servizi cargo. Nel marzo 2014, T'way Air ha introdotto il suo settimo Boeing 737-800.
Nel 2024 la compagnia ha iniziato a volare verso l'Europa. A seguito della proposta di fusione tra Korean Air e Asiana Airlines, l'Unione Europea ha richiesto alle compagnie di aiutare un'aerolinea rivale ad aprire alcune delle loro rotte per non ridurre la concorrenza. Per questo motivo, T'way ha noleggiato da Korean Air 5 Airbus A330-200 con i relativi equipaggi, ed ha lanciato nuovi collegamenti da Seul: a maggio Zagabria e nei mesi successivi Barcellona, Francoforte, Parigi-Charles de Gaulle e Roma-Fiumicino.

## Flotta

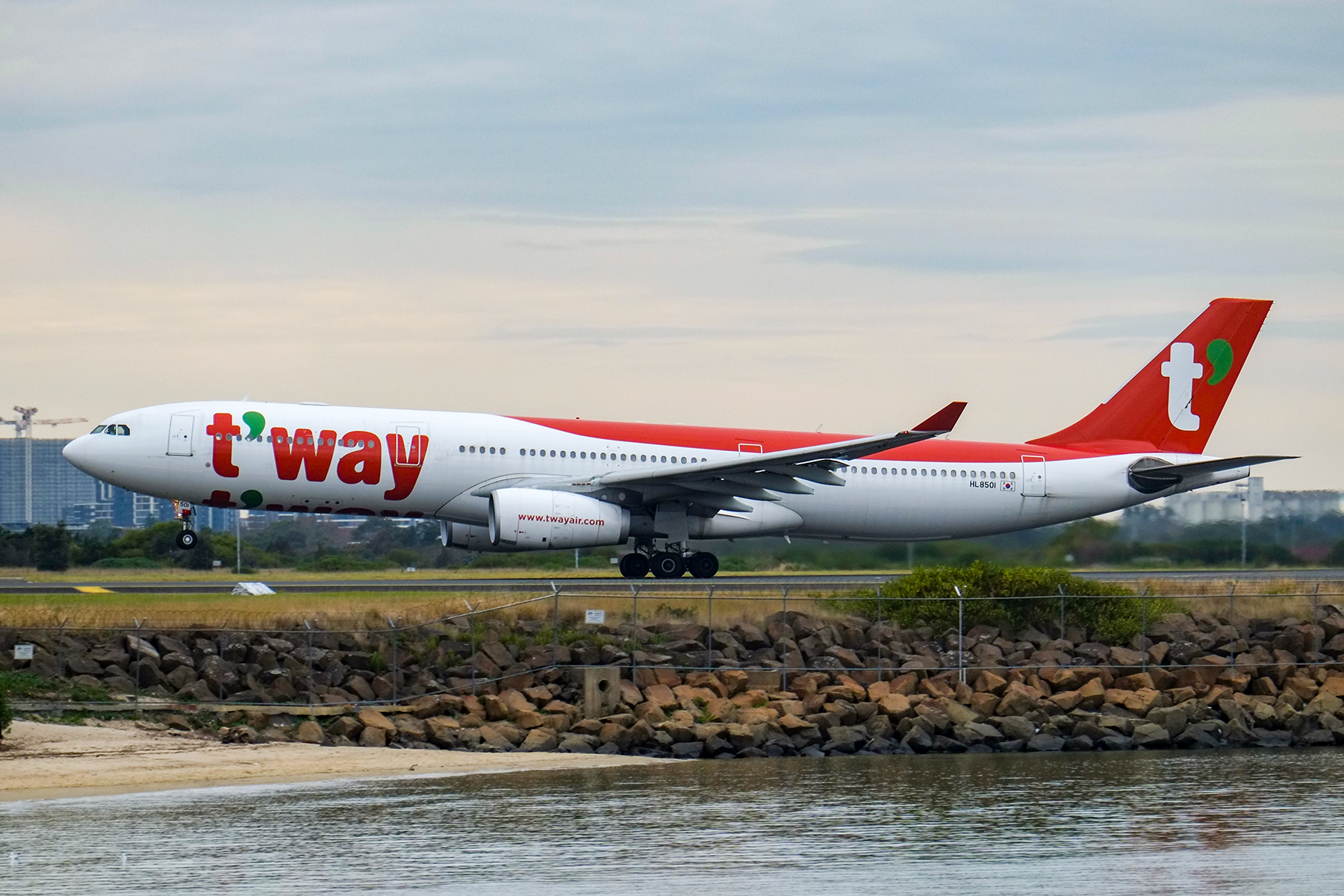
Un Airbus A330-300.

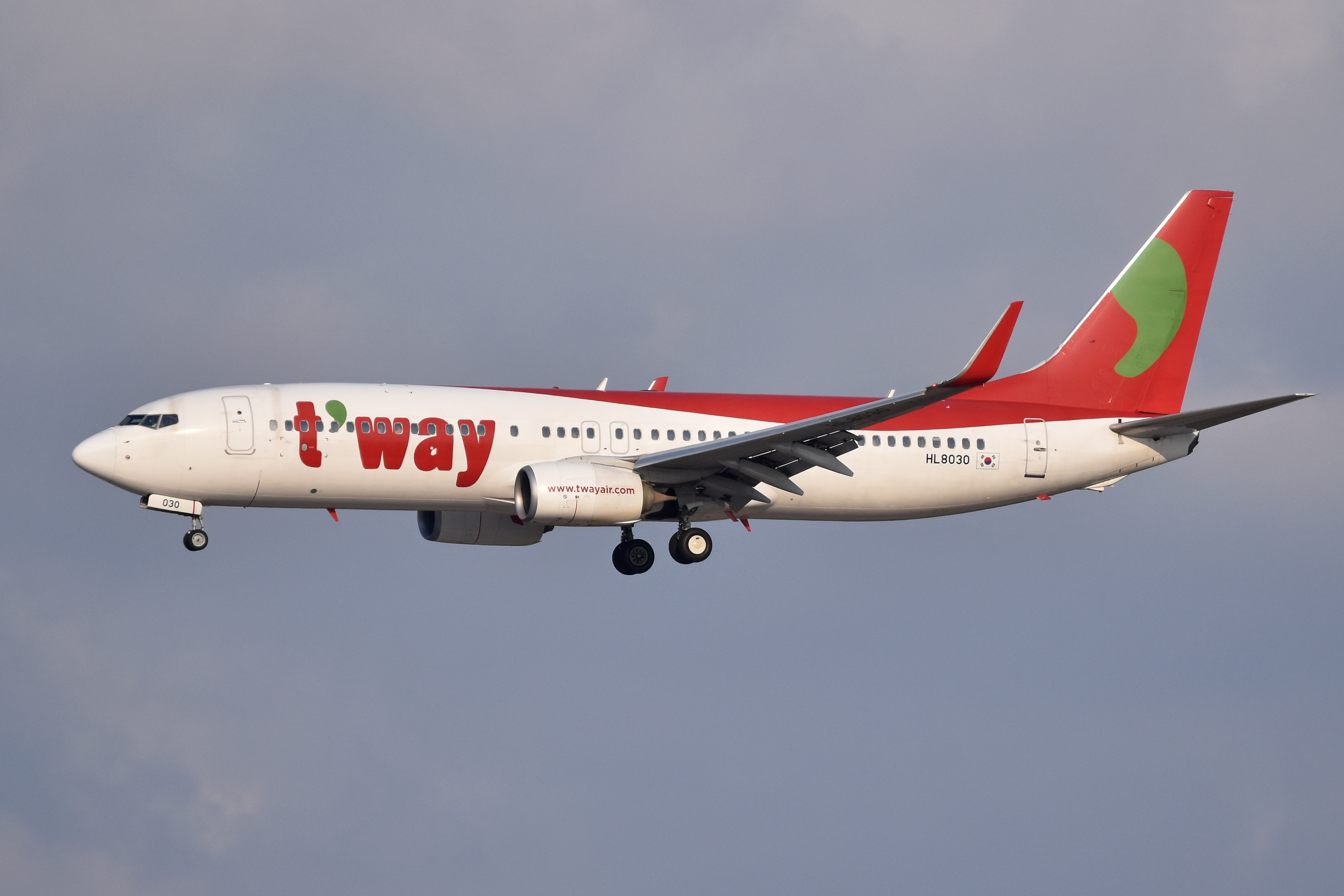
Un Boeing 737-800.

Ad agosto 2024 la flotta di T'Way Air è così composta: